# رعد عوانة
رعد عوانة المصعبي (مواليد 27 فبراير 1993) لاعب كرة قدم إماراتي يجيد اللعب في الوسط. لعب سابقاً مع نادي الوحدة في الفئات السنية و نادي بني ياس ونادي الذيد ونادي الفلاح. وهو شقيق اللاعب ذياب عوانة وفواز عوانة .